# Labrocerus producens
Labrocerus producens är en skalbaggsart som beskrevs av William James Beal 2000. Labrocerus producens ingår i släktet Labrocerus och familjen ängrar. Inga underarter finns listade i Catalogue of Life.